# Czech Travel Press

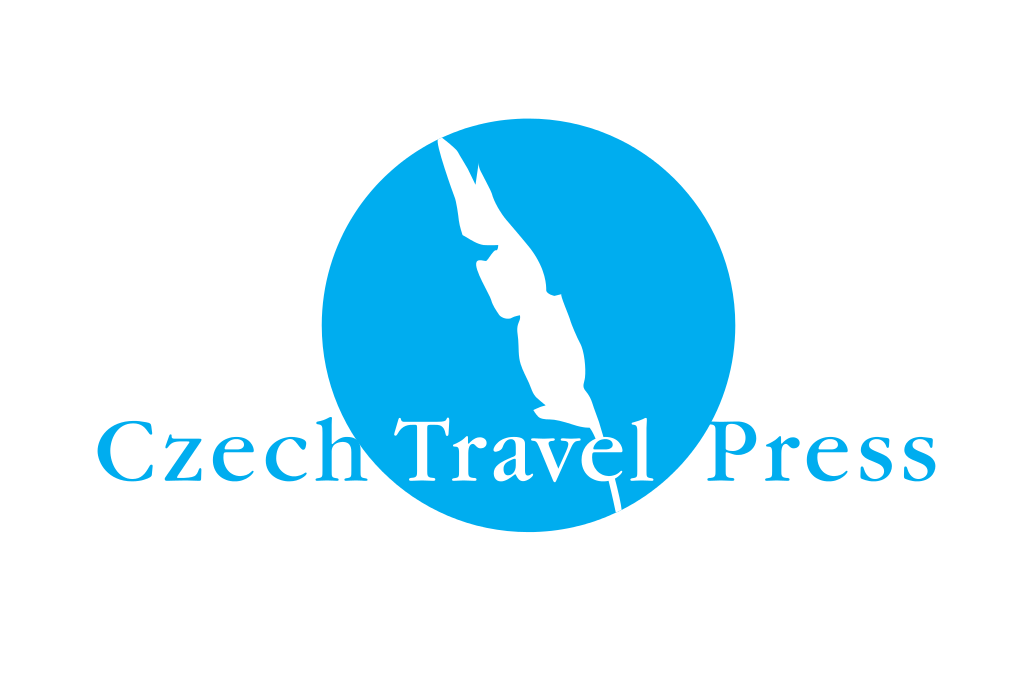
Logo profesního sdružení Czech Travel Press

Czech Travel Press - Česká asociace novinářů a publicistů cestovního ruchu je profesní sdružení profesionálních novinářů, televizních a rozhlasových reportérů, fotoreportérů, filmařů a publicistů, kteří se zabývají převážně problematikou cestovního ruchu.

## Historie
Kořeny asociace sahají do roku 1965. V tu dobu byl založen Klub FIJET Československého svazu novinářů, který ihned vstoupil do mezinárodní organizace FIJET (Mezinárodní federace novinářů a spisovatelů cestovního ruchu - Federation Internationale des Journalistes et Écrivains du Tourisme) se sídlem v Paříži. Klub FIJET přešel v roce 1990 do nově vzniklého Syndikátu novinářů. V roce 2000 se klub osamostatnil a přejmenoval na Českou asociaci novinářů a publicistů cestovního ruchu ATchJET (Association Tchéque des Journalistes et Écrivains du Tourisme).
V roce 2016 asociace vystoupila z mezinárodní organizace FIJET, začala používat angličtinu místo francouzštiny, přešla na formu spolku a dodala do svého názvu Czech Travel Press. Předsedkyní je Marie Kysilková (2017).

## Činnost
Jako profesní organizace zastupuje Czech Travel Press zájmy svých členů při jednání s nejrůznějšími organizacemi působícími v cestovním ruchu, propaguje novinářskou profesi se zřetelem na turistiku a cestování, ke vzdělávání svých členů klub přispívá organizací odborných seminářů a setkání s významnými osobnostmi oboru. Každoročně organizuje Novinářskou soutěž o nejzajímavější články a odbornou anketu průvodcovské literatury 2x7 publikací a map.

## Členové
Členy Czech Travel Press jsou například rozhlasová redaktorka Marie Kysilková, dále volný novinář Miroslav Navara, mediální manažer Jiří Zoufal, fotograf Jovan Dezort, žurnalista Jakub Turek, vydavatel Jiří Pilnáček, novinář Roland Horčic.